# Rypne (gmina)
Rypne – dawna gmina wiejska w powiecie dolińskim województwa stanisławowskiego II Rzeczypospolitej. Siedzibą gminy było Rypne.
Gminę utworzono 1 sierpnia 1934 r. w ramach reformy na podstawie ustawy scaleniowej z dotychczasowych gmin wiejskich: Ceniawa, Duba, Dubszara, Janówka, Jasienowiec, Kniażowskie, Lecówka i Rypne.
Pod okupacją zniesiona i przekształcona głównie w gminę Rożniatów; część obszaru włączono do gminy Spas.